# Vincenzo Guagliardo
Vincenzo Guagliardo (Bou Akour, 12 maggio 1948) è un ex brigatista e scrittore italiano, esponente storico, negli anni di piombo, dell'organizzazione terroristica delle Brigate Rosse.

## Biografia

### Periodo brigatista
Figlio di emigranti siciliani in Tunisia che, rimasti senza lavoro, nel 1962 ritornano in Italia dove il padre trova impiego alla catena di montaggio della Fiat a Torino e Vincenzo frequenta l'istituto tecnico per geometri ed inizia ad interessarsi di politica. Dopo poco abbandona la Federazione Giovanile Comunista Italiana venendo attirato dalle posizioni più estreme conosciute leggendo i Quaderni Rossi, ponendosi politicamente in quell'area in fermento posizionata a sinistra del PCI. Conosce Renato Curcio e contribuisce alla nascita del primo nucleo torinese delle Brigate Rosse. Quindi operaio della Magneti Marelli di Milano, infine diventa un membro storico della colonna genovese delle Brigate Rosse.
Militante tra i vertici dell'organizzazione brigatista, dopo il rapimento di Aldo Moro fu tra i brigatisti attivi nei contatti con i gruppi rivoluzionari europei, con contatti a Parigi presso l'Istituto Hyperion. A Genova, il 24 gennaio 1979 partecipò all'assassinio del sindacalista della CGIL Guido Rossa, assieme a Riccardo Dura e a Lorenzo Carpi. Vincenzo Guagliardo sparò per primo, ferendo il sindacalista alle gambe, mentre Dura lo finì “perché le spie vanno uccise”.
Partecipò nel maggio 1980 a Mestre all'assassinio del commissario di polizia Alfredo Albanese. Arrestato nello stesso anno fu condannato successivamente alla pena di quattro ergastoli.

### Dopo le condanne
(V.G. Di sconfitta in sconfitta)
Guagliardo non si è mai pentito o dissociato dalla lotta armata contro lo Stato, rifiutando i vantaggi dalla legge "Gozzini", ritenendo che questa offra agli ex "militanti rivoluzionari" un modo di chiudere l'esperienza personale che la svuota di quel significato collettivo tramite il quale può essere compresa, e quindi fa valere anche nel sistema penale la logica di scambio neoliberistica individuale ed individualizzante. Queste sue riflessioni sono principalmente presenti nei suoi testi Dei dolori e delle pene (stampato con un contributo del MURS erogato tramite il Dipartimento di Scienze Storiche, Filosofiche e Geografiche dell'Università di Lecce) e Di sconfitta in sconfitta.
Dal 2011 gode del regime di semilibertà e con la moglie Nadia Ponti, ex brigatista, lavora di giorno in una cooperativa di libri per non vedenti a Melegnano, mentre la sera rientra nel carcere milanese di Opera. Alcuni dei suoi scritti sono pubblicati dalla cooperativa "Sensibili alle foglie", di cui Renato Curcio, lo storico capo brigatista, è direttore. Nell'ottobre 2008, Sabina, figlia di Guido Rossa, dopo un incontro con Guagliardo in regime di semilibertà, si è dichiarata favorevole alla concessione della libertà condizionale a favore del detenuto, avendo riscontrato, nel suo giudizio, un suo ravvedimento. Nel 2011, dopo lunghi colloqui con costui, Giovanni Bianconi ha pubblicato il libro Il brigatista e l'operaio in parte biografico sulle vicende del brigatista.

## Scritti
- Il vecchio che non muore, Freebook, Milano, 1991
- Il Mete imprigionato: storia di un amore carcerato, pubblicato da Grafton 9, 1994
- Dei dolori e delle pene, ediz. Sensibili alle Foglie, 1997
- Di sconfitta in sconfitta. Considerazioni sull'esperienza brigatista alla luce di una critica del rito del capro espiatorio, edito da Colibrì Edizioni, 2002, ISBN 88-86345-45-3
- Resistenza e suicidio. Appunti politici sulla coscienza, edito da Colibrì Edizioni, 2005
- Il fiore oscuro: sessualità e disabili, con Edoardo Facchinetti, Nunzia Coppedè e Adriana Belotti, pubblicato da Sensibili alle Foglie, 2005
- Di sconfitta in sconfitta. Considerazioni sull'esperienza brigatista alla luce di una critica del rito del capro espiatorio, seconda edizione aggiornata, edito da Colibrì Edizioni, 2012, ISBN 88-86345-453